# Народный художник Украины
Народный художник Украины (укр. Народний художник України) — государственная награда Украины — почётное звание, присваиваемое президентом Украины согласно закону Украины «О государственных наградах Украины».

## Положение о почётном звании
В соответствии с Положением о почётных званиях Украины, почётное звание «Народный художник Украины» присваивается деятелям изобразительного, монументального и декоративного искусства за создание высокохудожественных произведений в области живописи, графики, скульптуры, декоративного и прикладного искусства, получившие широкое отечественное и международное признание.
Почётное звание «Народный художник Украины» является высшей степенью почётного звания «Заслуженный художник Украины». Почётное звание «Народный художник Украины» может присваиваться, как правило, не ранее чем через десять лет после присвоения почётного звания «Заслуженный художник Украины».
При представлении к присвоению почётного звания «Народный художник Украины», «Заслуженный художник Украины», к представлению и наградному листу представляемого к присвоению почётного звания прилагается список основных работ.
Присвоение почётного звания производится указом Президента Украины. Почётное звание может быть присвоено гражданам Украины, иностранцам и лицам без гражданства.
Присвоение почётного звания посмертно не производится.

## Описание нагрудного знака
- Нагрудный знак к почётному званию «Народный художник Украины» аналогичен нагрудным знакам других почётных званий Украины категории «народный».
- Нагрудный знак изготавливаются из позолоченного серебра и содержат под названием почётного звания изображение пальмовой ветви.
- Нагрудный знак имеет форму овального венка, образованного двумя ветвями лавровых листьев. Концы ветвей внизу обвиты лентой. В середине венка помещен фигурный картуш с надписью «Народний художник». Картуш венчает малый Государственный Герб Украины.
- Лицевая сторона нагрудного знака выпуклая. Все изображения и надписи рельефные.
- На оборотной стороне нагрудного знака — застежка для прикрепления к одежде.
- Размер нагрудного знака: ширина — 35 мм, длина — 45 мм.

## Список народных художников Украины

### Дата награждения неизвестна
1. Аликберов, Виталий Мурсалович — преподаватель Одесского государственного художественного училища им. М. Б. Грекова

### 1992 год
1. Балабин, Альберт Григорьевич — художник-график, скульптор по стеклу, г. Киев
2. Гинзбург, Виталий Аркадьевич — художник, г. Львов
3. Гурин, Василий Иванович — профессор Киевского государственного художественного института
4. Подервянский, Сергей Павлович — художник, г. Киев
5. Товстуха, Леонид Самойлович — художник-ковровщик, пгт Решетиловка, Полтавская область
6. Макогон, Иван Васильевич — скульптор, г. Киев
7. Чебыкин, Андрей Владимирович — ректор Киевского государственного художественного института
8. Чепелик, Владимир Андреевич — председатель Национального союза художников Украины

### 1993 год
1. Штепа, Антон Игнатьевич — скульптор, село Сваричевка, Черниговская область
2. Масаутов, Рафаэль Зейнурович — художник, г. Киев
3. 19 августа 1993 — Базилевич, Анатолий Дмитриевич — художник-график, г. Киев[1]
4. 2 ноября 1993 — Губарев, Александр Иванович[укр.] — художник-график, г. Киев[2]

### 1994 год
1. 29 апреля 1994 — Адаменко, Станислав Михайлович — художник монументально-декоративного искусства, г. Киев[3]
2. 29 апреля 1994 — Жоголь, Людмила Евгеньевна — художник декоративного искусства, г. Киев[3]
3. 29 апреля 1994 — Максименко, Николай Антонович — художник-живописец, г. Житомир[3]
4. 29 апреля 1994 — Навроцкий, Василий Николаевич[укр.] — художник-живописец, г. Киев[3]
5. 29 апреля 1994 — Нарбут, Даниил Георгиевич — художник театра, г. Черкассы[3]
6. 29 апреля 1994 — Ралко, Мария Александровна — мастер декоративно-прикладного искусства, г. Киев[3]
7. 30 мая 1994 — Тартаковский, Исаак Иосифович — художник, г. Киев[4]

### 1995 год
1. 4 января 1995 — Билас, Михаил Акимович — художник декоративного искусства, Львовская область[5]
2. 4 января 1995 — Волобуев, Евгений Всеволодович — художник-живописец, г. Киев[5]
3. 12 апреля 1995 — Чуйков, Евгений Васильевич — художник-живописец, г. Запорожье[6]
4. 29 июня 1995 — Верес, Анна Ивановна — руководитель кружка народного ткачества Дома культуры с. Обуховичи, Киевская область[7]
5. 9 ноября 1995 — Кецало, Зиновий Евстафьевич[укр.] — художник-график, г. Львов[8]
6. 19 декабря 1995 — Кунцевич, Эдвард Михайлович — художник-скульптор[9]
7. 21 декабря 1995 — Джус, Людмила Тимофеевна — художник-живописец, г. Ялта, Автономная Республика Крым[10]
8. 21 декабря 1995 — Джус, Степан Петрович — художник-живописец, г. Ялта, Автономная Республика Крым[10]

### 1996 год
1. 22 августа 1996 — Кущ, Анатолий Васильевич — скульптор, г. Киев[11]
2. 22 августа 1996 — Прядка, Владимир Михайлович — художник, г. Киев[11]
3. 14 сентября 1996 — Нечипоренко, Сергей Григорьевич[укр.] — мастер народного декоративного искусства, г. Киев[12]
4. 14 декабря 1996 — Холоменюк, Иван Александрович[укр.] — художник-живописец, г. Черновцы[13]
5. 21 декабря 1996 — Вицко, Иван Михайлович[укр.] — художник, г. Полтава[14]
6. 21 декабря 1996 — Музыка, Александр Фёдорович — художник-живописец, г. Киев[14]
7. 21 декабря 1996 — Чумак, Иван Михайлович — скульптор, г. Луганск[14]

### 1997 год
1. 5 марта 1997 — Вергун, Наталья Ивановна — художник-живописец, г. Харьков[15]
2. 21 июля 1997 — Цветкова, Валентина Петровна — художница-живописец, г. Ялта, Автономная Республика Крым[16]
3. 27 октября 1997 — Печерный, Пётр Петрович — художник, г. Киев[17]
4. 4 декабря 1997 — Лоза, Адольф Иванович[укр.] — художник-живописец, г. Одесса[18]
5. 23 декабря 1997 — Надеждин, Михаил Владимирович — художник-живописец, г. Кировоград[19]
6. 23 декабря 1997 — Попов, Николай Тарасович — профессор; преподаватель Украинской академии искусства, г. Киев[20]
7. 23 декабря 1997 — Стороженко, Николай Андреевич — профессор; преподаватель Украинской академии искусства, г. Киев[20]

### 1998 год
1. 5 февраля 1998 — Чуприна, Владимир Григорьевич — художник, г. Херсон[21]
2. 20 февраля 1998 — Химич, Лариса Михайловна — главный художник Всеукраинского центра фестивалей и концертных программ, г. Киев[22]
3. 3 марта 1998 — Лопухова, Надежда Иосифовна[укр.] — художник-график, г. Киев[23]
4. 23 марта 1998 — Самотос, Иван Михайлович — скульптор, заведующий кафедрой Львовской академии искусств[24]
5. 14 апреля 1998 — Емец, Владимир Владимирович — художник-живописец, г. Чернигов[25]
6. 8 мая 1998 — Гайдамака, Анатолий Васильевич — главный художник Мемориального комплекса «Национальный музей истории Великой Отечественной войны 1941—1945 годов», г. Киев[26]
7. 2 июля 1998 — Андриевский, Леонид Иванович — художник, г. Киев[27]
8. 7 октября 1998 — Мищенко, Алексей Михайлович[укр.] — художник-график, г. Киев[28]
9. 7 октября 1998 — Сидоренко, Виктор Дмитриевич — художник-живописец, г. Киев[28]
10. 7 октября 1998 — Тулин, Борис Леонидович — художник-график, г. Киев[28]
11. 7 октября 1998 — Ясиненко, Николай Васильевич — скульптор, г. Донецк[28]
12. 26 октября 1998 — Андрущенко, Николай Дмитриевич — доцент Львовской академии искусств[29]
13. 24 ноября 1998 — Пшонка, Николай Сергеевич[укр.] — главный художник государственного специализированного издательства детской литературы «Весёлка», г. Киев[30]

### 1999 год
1. 8 мая 1999 — Платонов, Анатолий Георгиевич — художник, г. Херсон[31]
2. 21 августа 1999 — Перевальский, Василий Евдокимович[укр.] — художник-график, г. Киев[32]
3. 24 сентября 1999 — Медвидь, Любомир Мирославович — художник, г. Львов; работник предприятий, организаций, учреждений Львовской области[33]
4. 15 октября 1999 — Забашта, Василий Иванович — художник-живописец, г. Киев[34]

### 2000 год
1. 22 июня 2000 — Габда, Василий Георгиевич[укр.] — художник-живописец; работник предприятий, организаций и учреждений Закарпатской области[35]
2. 3 октября 2000 — Фищенко, Алексей Фёдорович[укр.] — художник-график, г. Киев[36]

### 2001 год
1. 19 апреля 2001 — Гуйда, Михаил Евгеньевич — художник-живописец, г. Киев[37]
2. 19 апреля 2001 — Куткин, Владимир Сергеевич[укр.] — художник-график, г. Киев[37]
3. 21 августа 2001 — Лопата, Василий Иванович — художник-график, г. Киев[38]
4. 21 августа 2001 — Ряснянский, Михаил Алексеевич[укр.] — художник, г. Николаев[38]

### 2002 год
1. Ковтун, Виктор Иванович — художник, г. Харьков
2. 21 января 2002 — Черняк, Франц Андреевич — художник, г. Львов; работник предприятий, организаций и учреждений Львовской области[39]
3. 26 февраля 2002 — Рындзак, Тадей Иосифович[укр.] — главный художник Львовского государственного академического театра оперы и балета имени Соломии Крушельницкой; работник культуры и искусства Львовской области[40]
4. 13 марта 2002 — Кокин, Михаил Александрович[укр.] — художник; работник предприятий, учреждений и организаций Днепропетровской области[41]
5. 25 марта 2002 — Балаш, Виктор Григорьевич[укр.] — главный художник Херсонского областного украинского музыкально-драматического театра имени Н. Кулиша[42]
6. 3 августа 2002 — Марчук, Иван Степанович — художник-живописец, г. Киев[43]
7. 22 августа 2002 — Зорко, Юрий Валентинович[укр.] — художник-живописец, г. Донецк[44]

### 2003 год
1. Байдуков, Александр Васильевич — художник-живописец, г. Луцк
2. 10 июня 2003 — Чиж, Станислав Александрович — скульптор; работник предприятий, учреждений и организаций города-героя Севастополя[45]
3. 22 августа 2003 — Дерегус-Лоренс, Наталья Михайловна[укр.] — скульптор, г. Киев[46]
4. 5 сентября 2003 — Слепцов, Григорий Кузьмич — скульптор, г. Луганск; работник предприятий, учреждений и организаций Луганской области[47]
5. 6 октября 2003 — Герц, Юрий Дмитриевич — художник, член Национального союза художников Украины; работник предприятий, учреждений, организаций города Ужгорода[48]

### 2004 год
1. Корольчук, Виктор Андреевич — художник, г. Днепропетровск
2. 18 февраля 2004 — Басов, Яков Александрович — художник-живописец, график, член Национального союза художников Украины, г. Ялта; работник предприятий, учреждений и организаций Автономной Республики Крым[49]
3. 5 марта 2004 — Галькун, Татьяна Дмитриевна — художник-живописец, г. Луцк[50]
4. 8 апреля 2004 — Гавдзинский, Альбин Станиславович — художник-живописец; работников предприятий, учреждений и организаций города Одессы[51]
5. 19 апреля 2004 — Боровский-Бродский, Давид Львович — художник-постановщик, г. Москва; деятель культуры и искусства Российской Федерации[52]
6. 19 апреля 2004 — Сидоров, Валентин Михайлович — председатель Союза художников Российской Федерации, г. Москва; деятель культуры и искусства Российской Федерации[52]
7. 5 мая 2004 — Бабенцов, Виктор Владимирович — художник-живописец, г. Киев[53]
8. 12 мая 2004 — Сядристый, Николай Сергеевич — мастер микроминиатюр, заведующий отделом Национального Киево-Печерского историко-культурного заповедника[54]
9. 24 июня 2004 — Приходько, Вячеслав Афанасьевич[укр.] — художник, г. Ужгород; работник предприятий, учреждений, организаций Закарпатской области[55]
10. 24 июня 2004 — Шутев, Иван Михайлович — художник, г. Ужгород; работник предприятий, учреждений, организаций Закарпатской области[55]
11. 21 августа 2004 — Рыжих, Виктор Иванович[укр.] — художник-живописец, г. Киев[56]
12. 10 сентября 2004 — Кирич, Эдуард Ильич — художник, г. Киев[57]
13. 24 сентября 2004 — Чернощёков, Анатолий Евгеньевич[укр.] — главный художник города Полтавы[58]
14. 18 ноября 2004 — Магро, Пётр Иванович[укр.] — художник, г. Днепропетровск; работник культуры и искусства Днепропетровской области[59]

### 2005 год
1. 11 марта 2005 — Василенко, Анатолий Петрович — художник-карикатурист; работник редакции газеты «Сельские вести», г. Киев[60]

### 2006 год
1. 20 января 2006 — Грейсер, Павел Павлович — художник-монументалист, г. Симферополь; работник предприятий, учреждений, организаций Автономной Республики Крым[61]
2. 20 января 2006 — Шендель, Владимир Степанович — художник-график; работник предприятий, учреждений и организаций Донецкой области[62]
3. 29 сентября 2006 — Скакун, Ярослав Иванович[укр.] — профессор Львовской национальной академии искусств; работник предприятий, учреждений и организаций города Львова[63]
4. 28 ноября 2006 — Мичка, Золтан Фёдорович[укр.] — художник-живописец, г. Мукачево, Закарпатская область[64]
5. 28 ноября 2006 — Пасивенко, Владимир Иванович — художник-монументалист, г. Киев[64]
6. 28 ноября 2006 — Патык, Владимир Иосифович — художник-живописец, г. Львов[64]
7. 28 ноября 2006 — Чумак, Евгений Фёдорович — скульптор, г. Луганск[64]
8. 30 ноября 2006 — Левитская, Мария Сергеевна — художник-постановщик; работник Национального академического театра русской драмы имени Леси Украинки, г. Киев[65]

### 2007 год
1. 18 января 2007 — Бокотей, Андрей Андреевич — ректор Львовской национальной академии искусств[66]
2. 2 марта 2007 — Николайчук, Наталья Ивановна — художник-живописец, г. Киев[67]
3. 20 марта 2007 — Антонюк, Андрей Данилович — художник-живописец, г. Николаев[68]
4. 22 июня 2007 — Скакандий, Василий Юльевич — художник, г. Ужгород, Закарпатская область[69]
5. 20 августа 2007 — Клименко, Фёдор Максимович[укр.] — художник-живописец (Днепропетровская область)[70]
6. 10 октября 2007 — Синькевич, Юлий Львович[укр.] — скульптор, г. Киев[71]

### 2008 год
1. 11 марта 2008 — Гальперин, Юлий Аркадьевич — художник, г. Одесса[72]
2. 23 апреля 2008 — Василик, Роман Якимович[укр.] — художник сакрального искусства; работник предприятий, учреждений и организаций города Львова[73]
3. 23 апреля 2008 — Ярыч, Василий Акимович — скульптор; работник предприятий, учреждений и организаций города Львова[73]
4. 19 августа 2008 — Сорока, Аркадий Васильевич[укр.] — художник-живописец, г. Винница (Винницкая область)[74]
5. 19 августа 2008 — Бровди, Иван Васильевич — скульптор, г. Ужгород (Закарпатская область)[74]
6. 19 августа 2008 — Ганоцкий, Василий Леонтьевич — художник-живописец, г. Харьков (Харьковская область)[74]
7. 10 сентября 2008 — Сахалтуев, Радна Филиппович — художник-постановщик, г. Киев[75]
8. 1 октября 2008 — Пасичанский, Ярослав Иванович[укр.] — художник декоративно-прикладного искусства; работник предприятий, учреждений и организаций города Черновцы[76]
9. 10 октября 2008 — Бережной, Николай Фёдорович — художник-график, г. Николаев[77]
10. 10 октября 2008 — Мазур, Николай Иванович — художник, г. Хмельницкий[77]
11. 10 октября 2008 — Якутович, Сергей Георгиевич — художник-график, г. Киев[77]
12. 21 ноября 2008 — Чёрный, Михаил Никифорович — художник-живописец, г. Винница[78]
13. 21 ноября 2008 — Шостя, Виталий Константинович[укр.] — художник-график, заведующий кафедрой Национальной академии изобразительного искусства и архитектуры, г. Киев[78]
14. 19 декабря 2008 — Туровский, Михаил Саулович — художник, гражданин США[79]

### 2009 год
1. 16 января 2009 — Зинченко, Владимир Данилович[укр.] — художник-живописец, г. Киев[80]
2. 16 января 2009 — Мельник, Анатолий Иванович — художник-живописец, генеральный директор Национального художественного музея Украины, г. Киев[80]
3. 16 января 2009 — Олейник, Николай Алексеевич — скульптор, автор Мемориала памяти жертв Голодомора в 1932—1933 годах в Киевской области[80]
4. 16 января 2009 — Поляков, Алексей Иванович — художник-живописец, г. Донецк[80]
5. 19 января 2009 — Мазур, Богдан Николаевич — доцент Национальной академии искусств и архитектуры Украины, г. Киев[81]
6. 12 мая 2009 — Откович, Мирослав Петрович[укр.] — художник, заведующий Львовского филиала Национального научно-исследовательского реставрационного центра Украины[82]
7. 23 июня 2009 — Божко, Нина Григорьевна[укр.] — художник-график, г. Киев[83]
8. 23 июня 2009 — Герасимов, Леонид Степанович — художник, Автономная Республика Крым[83]
9. 18 августа 2009 — Слепченко, Владимир Павлович[укр.] — художник-график (город Киев)[84]
10. 18 августа 2009 — Демцю, Михаил Иванович — художник-живописец, г. Львов (Львовская область)[84]
11. 5 октября 2009 — Сухоруких, Анатолий Иванович — художник-живописец; работник культуры и искусств города Севастополя[85]
12. 7 октября 2009 — Баринова (Кулеба), Вера Ивановна[укр.] — художник-живописец, г. Киев[86]
13. 7 октября 2009 — Гуменюк, Феодосий Максимович — художник-живописец, профессор Национальной академии изобразительного искусства и архитектуры, г. Киев[86]
14. 7 октября 2009 — Ковтонюк, Иван Ананьевич[укр.] — художник-живописец, профессор Национальной академии изобразительного искусства и архитектуры, г. Киев[86]
15. 7 октября 2009 — Минько, Олег Терентьевич — художник-живописец, заведующий кафедры Львовской национальной академии искусств[86]
16. 14 октября 2009 — Фещенко, Василий Иванович[укр.] — скульптор, г. Житомир; работник культуры и искусств Житомирской области[87]
17. 27 октября 2009 — Одреховский, Владимир Васильевич — скульптор, профессор Львовской национальной академии искусств[88]
18. 24 ноября 2009 — Шкурко, Анатолий Никифорович — художник-живописец, г. Чернигов; работник культуры и искусств Черниговской области[89]
19. 24 ноября 2009 — Самарская, Анна Николаевна — художник декоративной росписи, пгт Петриковка; работник культуры и искусств Днепропетровской области[90]

### 2010 год
1. 29 января 2010 — Игнащенко, Анатолий Фёдорович — почётный член Академии художеств Украины, г. Киев[91]
2. 8 февраля 2010 — Гурбанов, Сейфаддин Али-оглы — скульптор, г. Харьков[92]
3. 20 августа 2010 —— Несвитайло-Шакало, Полина Антоновна — живописец, г. Донецк[93]
4. 20 августа 2010 — Шелудько, Леонид Николаевич — художник-живописец, г. Житомир[93]
5. 20 августа 2010 — Ятченко, Юлий Николаевич — профессор Национальной академии изобразительного искусства и архитектуры, г. Киев[93]
6. 15 октября 2010 — Рындзак, Михаил Иосифович[укр.] — художник-постановщик; работник Львовского национального академического театра оперы и балета имени Соломии Крушельницкой[94]

### 2011 год
1. 23 марта 2011 — Аполлонов, Иван Григорьевич — художник декоративно-прикладного искусства, г. Киев[95]
2. 24 июня 2011 — Горбенко, Анатолий Александрович — художник-живописец, председатель правления Одесской областной организации Национального союза художников Украины[96]
3. 23 августа 2011 — Согоян, Фридрих Мкртичович — скульптор, г. Киев[97]

### 2012 год
1. 19 мая 2012 — Ефименко, Виктор Романович[укр.] — живописец, Харьковская область[98]
2. 4 июля 2012 — Тышкевич, Григорий Антонович[укр.] — живописец, г. Донецк; работник предприятий, учреждений и организаций Донецкой области[99]
3. 24 августа 2012 — Яланский, Андрей Викторович — художник, профессор кафедры национальной академии изобразительного искусства и архитектуры, г. Киев[100]

### 2013 год
1. 24 августа 2013 — Безниско, Евгений Иванович — художник-живописец, г. Львов[101]
2. 24 августа 2013 — Пикуш, Андрей Андреевич[укр.] — художник, Днепропетровская область[101]
3. 11 октября 2013 — Грох, Николай Никифорович[укр.] — художник-график, г. Киев[102]
4. 30 ноября 2013 — Одайник, Оксана Вадимовна — художник-живописец, г. Киев[103]

### 2014 год
1. 22 января 2014 — Сыпняк, Пётр Михайлович[укр.] — художник-живописец, г. Львов[104]
2. 1 декабря 2014 — Бондарь, Иван Иванович[укр.] — художник, профессор кафедры изобразительного и декоративно-прикладного искусства Черкасского национального университета имени Богдана Хмельницкого[105]

### 2015 год
1. 21 августа 2015 — Прокопенко, Николай Николаевич — художник-живописец, г. Одесса[106]
2. 9 ноября 2015 — Левадный, Александр Николаевич — художник, профессор кафедры Полтавского национального технического университета имени Юрия Кондратюка[107]
3. 9 ноября 2015 — Макушин, Юрий Андреевич — художник-скульптор, г. Николаев[107]
4. 9 ноября 2015 — Франчук, Валерий Александрович — художник, г. Киев[107]

### 2016 год
1. 22 января 2016 — Бабак, Николай Пантелеймонович — художник, г. Черкассы[108]
2. 22 января 2016 — Козюк, Владимир Евгеньевич[укр.] — художник, г. Винница[108]
3. 22 января 2016 — Селезенка, Михаил Николаевич[укр.] — художник, г. Львов[108]
4. 22 января 2016 — Токарев, Александр Петрович[укр.] — художник-скульптор, г. Одесса[108]
5. 25 июня 2016 — Волык, Павел Иванович[укр.] — художник, Полтавская область[109]
6. 25 июня 2016 — Кузьма, Борис Иванович[укр.] — художник-живописец, график, Закарпатская область[109]
7. 25 июня 2016 — Матвеев, Евгений Владимирович — художник, заместитель председателя правления Киевского союза художников книги[109]
8. 25 июня 2016 — Свалявчик, Василий Петрович[укр.] — художник, член общественного объединения "Союз художников «Карпатские цвета», Закарпатская область[109]
9. 22 августа 2016 — Буйгашева, Алла Борисовна[укр.] — художник-монументалист, г. Киев[110]
10. 22 августа 2016 — Данилич, Тарас Фёдорович[укр.] — художник, Закарпатская область[110]
11. 22 августа 2016 — Пономарёв, Виктор Васильевич[укр.] — художник, Донецкая область[110]
12. 22 августа 2016 — Ткачик, Богдан Иванович[укр.] — художник, г. Тернополь[110]
13. 22 августа 2016 — Шумский, Игорь Петрович[укр.] — декан факультета изобразительного искусства и реставрации, профессор Львовской Национальной академии искусств[110]
14. 9 ноября 2016 — Буряк, Борис Иванович[укр.] — художник-живописец, г. Львов[111]
15. 9 ноября 2016 — Камышный, Юрий Константинович[укр.] — художник-живописец, г. Житомир[111]

### 2017 год
1. 21 января 2017 — Москалюк, Виктор Макарович[укр.] — художник, заведующий кафедрой Львовской национальной академии искусств[112]
2. 21 января 2017 — Серобаба, Николай Васильевич[укр.] — член Национального союза художников Украины, г. Сумы[112]
3. 28 июня 2017 — Билык, Николай Ильич — художник-скульптор, г. Киев[113]
4. 28 июня 2017 — Садовский, Александр Васильевич[укр.] — художник монументально-декоративной и станковой живописи, г. Сумы[113]
5. 24 августа 2017 — Липовка, Виктор Романович[укр.] — скульптор, г. Киев[114]
6. 24 августа 2017 — Шолтес, Степан Золтанович — художник, г. Ужгород[114]

### 2018 год
1. 20 января 2018 — Семенюк, Василий Иванович[укр.] — художник, г. Львов[115]
2. 27 июня 2018 — Пинчук, Олег Степанович[укр.] — скульптор, г. Киев[116]
3. 27 июня 2018 — Скаканди, Юлий Юльевич[укр.] — художник-график, г. Киев[116]
4. 27 июня 2018 — Шимчук, Николай Олегович[укр.] — художник, профессор кафедры Львовской национальной академии искусств[116]
5. 27 июня 2018 — Шолудько, Владимир Борисович — скульптор, г. Киев[116]
6. 9 ноября 2018 — Илько, Иван Иванович — художник-живописец, Закарпатская область[117]
7. 9 ноября 2018 — Петренко, Алексей Андреевич[укр.] — художник-живописец, график, г. Киев[117]
8. 9 ноября 2018 — Яремчук, Любомир Антонович[укр.] — художник, г. Львов[117]

### 2019 год
1. 22 января 2019 — Мамедов, Катиб Сафар оглы — доцент кафедры Харьковской государственной академии дизайна и искусств[118]
2. 22 января 2019 — Озерный, Михаил Иванович — художник, г. Николаев[118]
3. 4 мая 2019 — Гавришкевич, Игорь Степанович[укр.] — доцент кафедры Львовской национальной академии искусств[119]
4. 22 августа 2019 — Данилов, Вячеслав Павлович — художник-монументалист, график, живописец, г. Днепр[120]

### 2020 год
1. 21 января 2020 — Вильгушинский, Роман Казимирович[укр.] — скульптор, монументалист, г. Тернополь[121]
2. 21 января 2020 — Физер, Иван Васильевич[укр.] — художник, доцент кафедры Черкасского национального университета имени Богдана Хмельницкого[121]

### 2021 год
1. 23 августа 2021 — Телиженко, Николай Матвеевич[укр.] — художник-оформитель коммунального учреждения «Черкасский областной краеведческий музей»[122]
2. 23 августа 2021 — Чередниченко, Александр Николаевич[укр.] — художник-живописец, г. Сумы[122]

### 2022 год
1. 22 января 2022 — Довгань, Михаил Васильевич[укр.] — художник, председатель общественной организации "Музей под открытым небом «Казацкая левада», Винницкая область[123]
2. 22 января 2022 — Чепурная, Оксана Владимировна — художница-керамистка, г. Львов[123]

### 2024 год
1. 22 января 2024 — Бабиенко, Владимир Владимирович — художник-живописец, автор серии картин проекта «Вместе к Победе», г. Одесса[124]
2. 22 января 2024 — Марчук, Анатолий Петрович[укр.] — художник, Киевская область[124]
3. 28 июня 2024 — Нагуляк, Пётр Иванович — художник-живописец, г. Одесса[125]
4. 23 августа 2024 — Кондратюк, Василий Иванович[укр.] — художник, председатель Житомирской областной организации Национального союза художников Украины[126]

### 2025 год
1. 20 января 2025 — Ясенев, Олег Петрович — художник, преподаватель кафедры Национальной академии изобразительного искусства и архитектуры[127]
2. 27 июня 2025 — Вакуленко, Юрий Евгеньевич — художник, вице-президент Национальной академии искусств Украины[128]